# Masterplan Ems 2050
Der Masterplan Ems 2050 ist ein 2015 vereinbarter Plan zur Wiederherstellung des Ökosystems der Ems in Niedersachsen unter Berücksichtigung wirtschaftlicher Interessen der Region. Der Masterplan zeigt Wege auf für einen Ausgleich zwischen Ökologie und Ökonomie über einen Zeitraum bis 2050. Ziel ist die mittel- und langfristige Verbesserung der Wasserqualität der Ems im stark verschmutzten Bereich der Unterems sowie die Absicherung der wirtschaftlichen Perspektiven der Region.

## Hintergrund
Die EU-Kommission verlangte vom Land Niedersachsen die Umsetzung der vorliegenden Richtlinien für die ausgewiesenen Natura 2000-Gebiete an der Ems. Weite Abschnitte der Ems sind FFH- beziehungsweise EU-Vogelschutzgebiete. Im Rahmen dieser Forderungen drohte dem Land Niedersachsen ein Vertragsverletzungsverfahren mit Strafen in Millionenhöhe. Die Entwicklung des Masterplans war die letzte von der EU-Kommission akzeptierte Möglichkeit, ein solches Strafverfahren abzuwenden. Am 11. April 2016 teilte die Niedersächsische Staatskanzlei mit, dass ein vorgeschaltetes Pilotverfahren für die Einleitung eines Vertragsverletzungsverfahrens gegen die Bundesrepublik Deutschland eingestellt wurde.

## Ziel
Ziel des Masterplans ist die nachhaltige Entwicklung der Emsregion als Natur-, Wirtschafts- und Lebensraum unter Einbeziehung aller Betroffenen. Die Maßnahmen im Plan sollen das ökologische Gleichgewicht wiederherstellen, sie sollten aber weder die Funktion der Ems als Bundeswasserstraße beeinträchtigen, noch die Schiffsüberführungen der Meyer Werft erschweren.
So sicherte die Meyer Werft etwa zu, anknüpfend an eine Vereinbarung zum Vogelschutz aus dem Jahr 2009, vom 1. April bis zum 15. Juli die Ems auf maximal NHN + 1,90 m und 16. Juli bis zum 31. März es sowie im verbliebenen Jahr auf maximal NHN +2,70 m aufzustauen. Die Meyer Werft wiederum verpflichtete sich, die Schließzeit des Emssperrwerks für Schiffsüberführungen so gering wie möglich zu halten. Ungeachtet dessen ist ein derartiger Emsstau nach aktueller Rechtslage unzulässig. Anm. 1Die beteiligten Umweltverbände erklärten, auf Rechtsmittel bezüglich der für die Jahre 2014 und 2015 bis 2019 erfolgten, beziehungsweise geplanten Anpassungen des Planfeststellungsbeschlusses zur Erleichterung der Schiffsüberführungen zurückzunehmen, beziehungsweise zu verzichten. Die Meyer Werft verpflichtet sich, die Schließzeit des Emssperrwerks für Schiffsüberführungen so gering wie möglich zu halten. Anm. 1

## Geschichte
Am 16. Juni 2014 unterzeichneten Verantwortliche aus der Stadt Emden, den Landkreisen Emsland und Leer, der Meyer Werft, dem World Wide Fund for Nature Deutschland (WWF), Bund für Umwelt und Naturschutz Niedersachsen e. V. (BUND), dem Naturschutzbund Niedersachsen e. V. (NABU), der Generaldirektion Wasserstraßen und Schifffahrt, der Staatskanzlei sowie aus dem Umwelt- und dem Wirtschaftsministerium eine Absichtserklärung zum Erarbeitung eines Masterplans für die Ems. Die Verhandlungen zum „Masterplan Ems 2050“ begannen am 14. Juli 2014 und wurden mit einer Abschlusserklärung am 27. Januar 2015 beendet. Die Zustimmung aller Gremien sollte bis zum 31. März 2015 erfolgen. Am 24. März 2015 stimmte der Kreistag des Landkreises Leer als letztes Kommunalparlament dem „Masterplan Ems 2050“ zu, sodass er umgesetzt werden kann.

## Einzelne Maßnahmen
Seit Mai 2022 entsteht in Coldemüntje für 9,5 Millionen ein Tidepolder. Es handelt sich hierbei um eine ehemalige, in der ersten Hälfte des 20. Jahrhunderts abgeschnittene Emsschleife. Hier sollen sich bedrohte Tiere und Pflanzen ansiedeln. Ende 2024/Anfang 2025 wird der Tidepolder Coldemüntje fertig sein und in den Testbetrieb gehen. Es wird mit durch den Deich verlaufenden 35 Meter langen, 4 Meter breiten und 1,6 Meter hohen, 9 Meter unterhalb der Deichkrone verlaufenden Betonkanälen mit der Ems verbunden. Das Bauwerk soll gesteuert Wasser aus der Ems in den Tidepolder lassen.
Für Stapelmoor, wo sich bis in die erste Hälfte des 20. Jahrhunderts eine nun vom Fluss abgetrennte Flussschleife befand und anschließend nahezu vollständig verlandete, war zunächst die Errichtung eines tideoffenen Polders geplant. Aufgrund seiner Lage im Wasserschutzgebiet konnte dies jedoch nicht realisiert werden. Stattdessen wird nun die Errichtung eines Süßwasserpolders geplant, der ausschließlich durch Regenwasser gespeist wird und keinen Kontakt zur Ems hat.
Insgesamt benötigt die Umsetzung des Masterplans eine Fläche von 700 Hektar. Auf einer Fläche von 500 Hektar sollen ästuartypische Lebensräume entstehen, 200 Hektar Flächen sollen für den Wiesenvogelschutz bereitgestellt werden. Als Zwischenziel waren 78 Hektar Fläche für den Wiesenvogelschutz bis 2025 vorgesehen. Dieses Ziel konnte bereits 2023 erreicht werden.
Mittels des Emssperrwerks soll im Wege einer flexiblen Tidesteuerung der Schwebstoff- und Schlickeintrag in den Fluss gesenkt werden. Zur flexiblen Tidesteuerung gehört zum einen die Tideniedrigwasseranhebung und zum anderen die Flutstromsteuerung. Bei der Tideniedrigwasseranhebung werden während des ablaufenden Wassers, zwei Stunden vor Tidenidrigwasser, die Tore des Emssperrwerks komplett geschlossen. Hierdurch bleibt der Niedrigwasserpegel oberhalb des Sperrwerks rund 1½ Meter höher. Die im Wasser gelösten Feinsedimente und Schwebstoffe setzen sich ab. Bei auflaufender Flut befindet sich ein Teil des sonst bei Flut zulaufenden Wasservolumens bereits in der Ems, was den Wasserzufluss reduziert. Dies soll den Schwebstoffgehalt und den Salzgehalt senken sowie den Sauerstoffgehalt steigern. Bei der Flutstromsteuerung werden die Tore des Emssperrwerks bei einsetzender Flut teilweise geschlossen. Hierdurch sollen der Flutstrom gebremst und die Ebbströmung gestärkt werden. Dies soll Schwebstoffe aus der Ems heraustragen. Die Pilotphase erhab die Wirksamkeit der Maßnahme, es zeigten sich weniger Schwebstoffe und mehr Sauerstoff im Fluss.
In Vellage sollte ein Tidespeicherbecken entstehen. Bei Flut sollte im Speicher ein Teil der einströmenden Tide gelagert und bei ablaufendem Wasser den Ebbstrom unterstützen. Dies sollte einer weiteren Verschlickung des Flusses entgegengewirkt werden. Die Pläne wurden jedoch im Oktober 2017 bis auf weiteres ausgesetzt.
Bereits in den 1950er Jahren wurde, nach der Errichtung des Ledasperrwerks ein Polder in Leer gebaut, um bei Binnenhochwasser überschüssiges Wasser aus dem Leda-Jümme-Gebiet zwischenzuspeichern. Dieses soll im Rahmen des Masterplan Ems zur Herstellung ästuartypischen Lebensraums genutzt werden.

## Lenkungskreis
Ein Lenkungskreis beschließt Empfehlungen für die Erreichung der übergeordneten Ziele des Masterplans. In ihm sitzen Vertreter folgender Interessengruppen:
- Land Niedersachsen
- Bundeswasserstraßenverwaltung
- Umweltverbände WWF, BUND und NABU
- Landkreise Emsland und Leer sowie die Stadt Emden
- Meyer Werft, Papenburg

## Kritik
Ein Großteil der Landwirte aus der Emsregion lehnt den Masterplan ab. Bis 2050 sollen rund 700 Hektar Fläche als Entlastungspolder für die Ems renaturiert werden. Die Landwirte befürchten eine Verknappung der Agrarflächen und dadurch höhere Pachtpreise.
Einige Naturschutzverbände kritisieren, dass es für die im „Masterplan Ems 2050“ vorgesehenen Maßnahmen keine zeitlichen Vorgaben zur Umsetzung gibt.